# Американська економічна спілка
American Economic Association (АЕА, укр. Американська економічна спілка) — організація вчених-економістів, утворена 1885 року за ініціативою економіста Річарда Елі.
Видає низку журналів, в тому числі The American Economic Review, Journal of Economic Literature, Journal of Economic Perspectives та інші; нагороджує медалями Френсіса Уокера і Джона Бейтса Кларка. У 2009 році спілка почала видавництво нового журналу American Economic Journal, журнал публікує статті в таких галузях прикладна економіка, макроекономіка, економічна політика та мікроекономіка.
Спілка підтримує інтернет портали Resources for Economists on the Internet і EconLit. У рамках спілки діє Комітет статусу жінок в економічній професії.

## Президенти Американської економічної спілки
- Едвін Селігман (1902—1903);
- Кеннет Боулдінг (1968);
- Джон Кеннет Гелбрейт (1972);